# Église San Felice
L'église San Felice est une église catholique de Venise, en Italie. Aujourd'hui, l'église paroissiale est incluse dans le Vicariat de San Marco-Estuaire (patriarche de Venise).

## Localisation
Elle se situe dans le Sestiere de Cannaregio, contrada San Felice. La façade Sud donne sur le Campo San Felice, la façade Est s'ouvre sur le fontameta San Felice bordé par le rio San Felice. Au nord elle est voisine du Palazzo Mora.

## Histoire
D'origine ancienne (Xe siècle), elle a été commandée par la famille patricienne Gallina, même si le premier document qui mentionne son existence remonte à 1177.
Elle a été consacrée le 15 juillet 1267 par le patriarche de Caorle (it) et de Jesolo après avoir été profondément transformée.
Elle a été entièrement reconstruite en 1531, car à cette époque de Venise a vu un grand renouveau, inspiré par le style de Mauro Codussi.

## Description

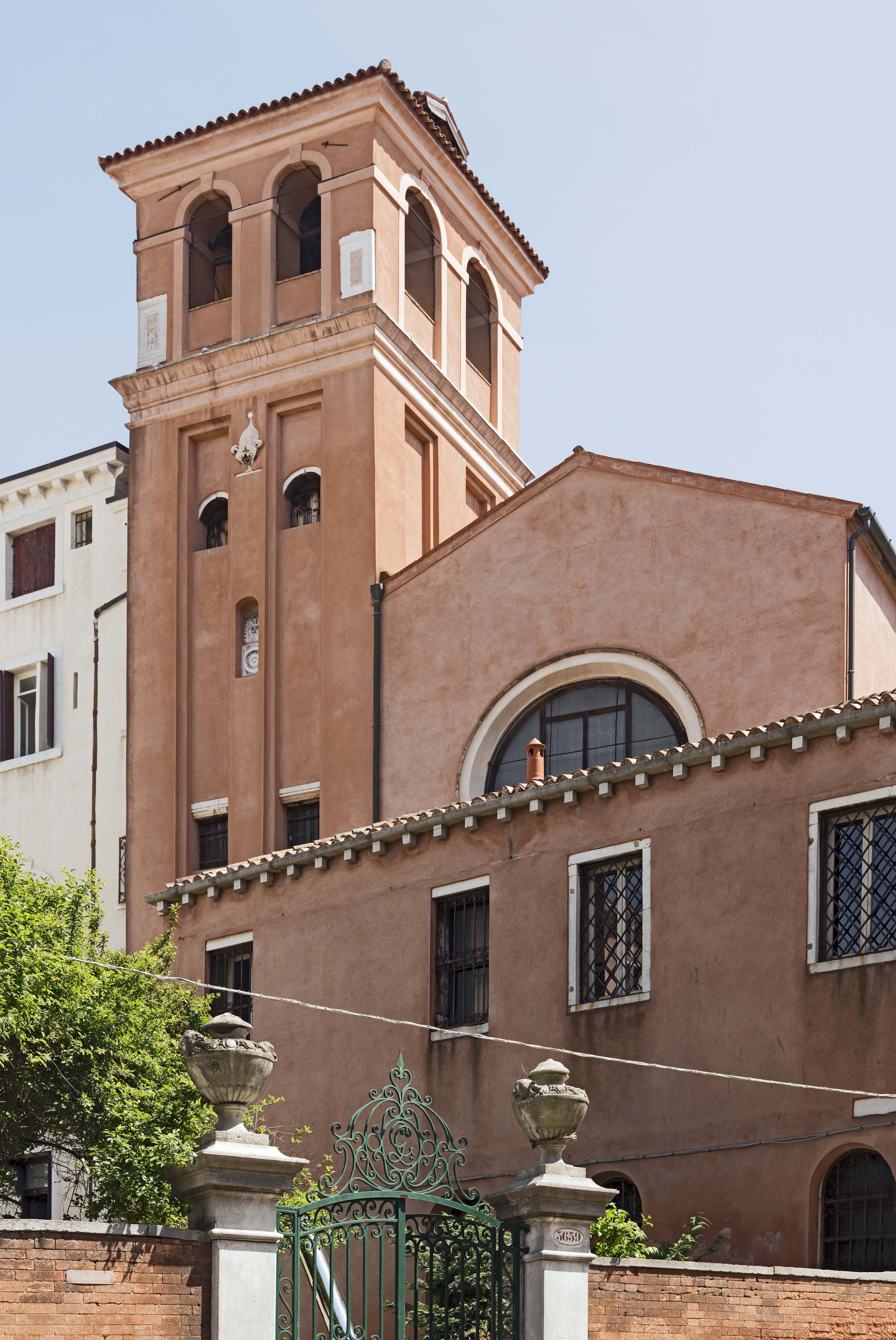
Le campanile

### Extérieur
La dernière reconstruction date de 1531. La façade principale est divisée en trois par des pilastres à chapiteaux corinthiens.

### Intérieur
L'intérieur dispose d'une croix grecque, avec quatre piliers soutenant les voûtes à la croisée de la grande coupole centrale. Le tableau du retable qui représente "le Christ et deux dévots" est de Domenico Passignano.
Parmi les œuvres se trouve le Saint-Demetrius armé et un dévot, le premier ouvrage attribué à Tintoret (1547 environ).
Dans l'église se trouve une plaque qui commémore le baptême de Carlo Rezzonico, le futur pape Clément XIII, qui a eu lieu le 29 mars 1693.
Ici a vécu le héros du siège de Famagouste (Chypre), Marco Antonio Bragadin écorché vif par les Turcs en 1571.
L'orgue,au-dessus des fonts baptismaux, est l'œuvre des facteurs d'orgue Antonio et Agostino Callido en 1822.

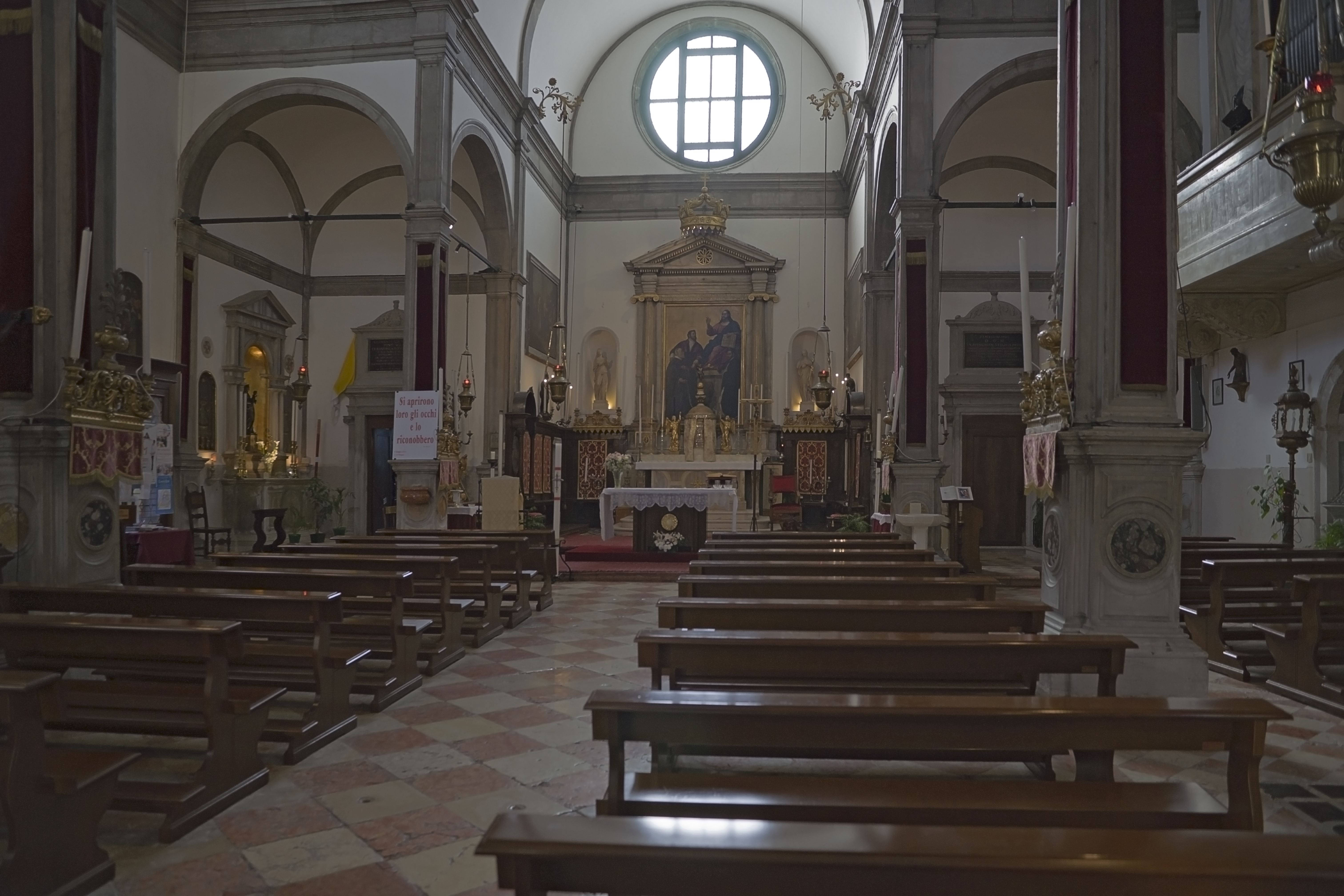
Vue intérieure
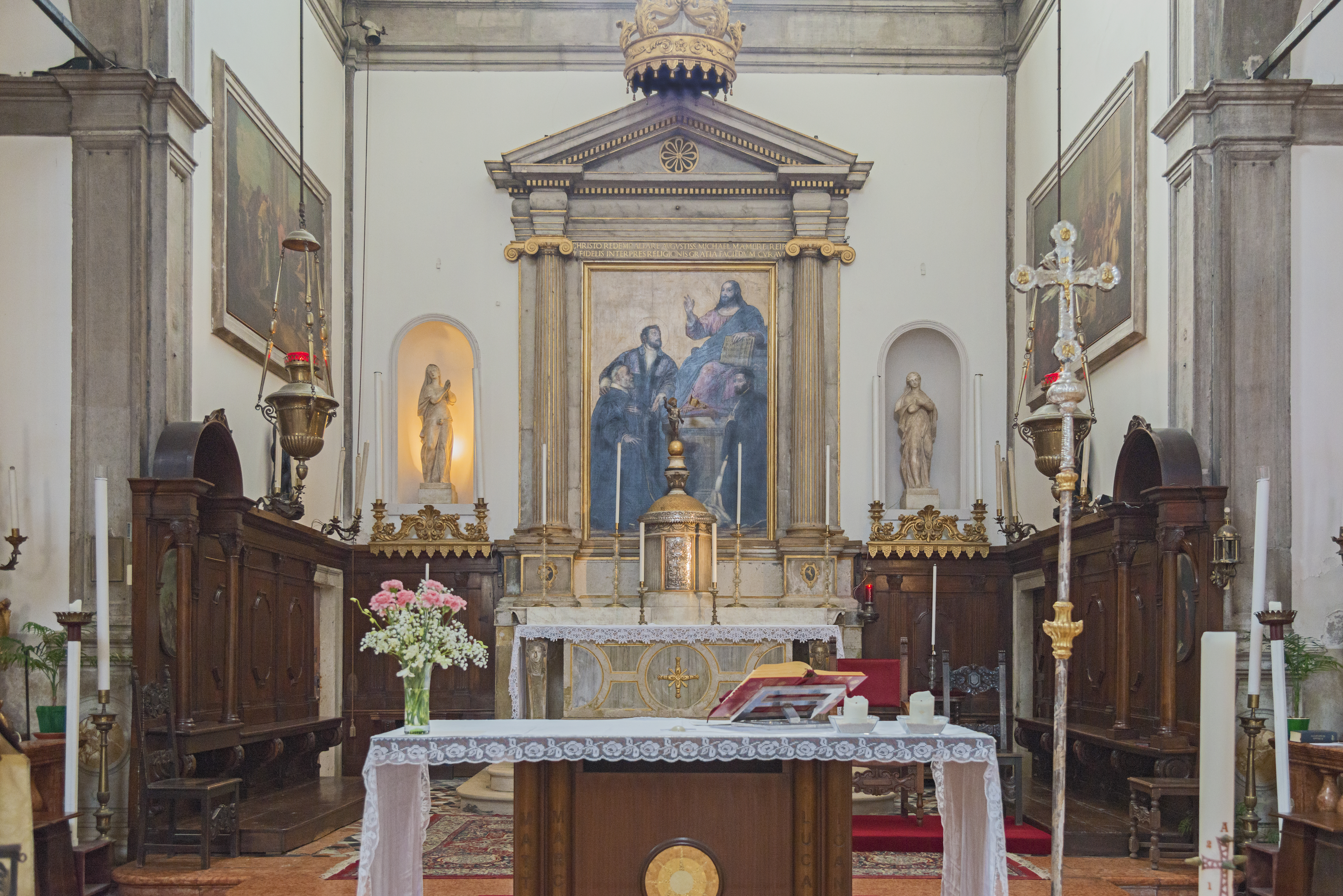
L'autel principal et le retable de Domenico Passignano
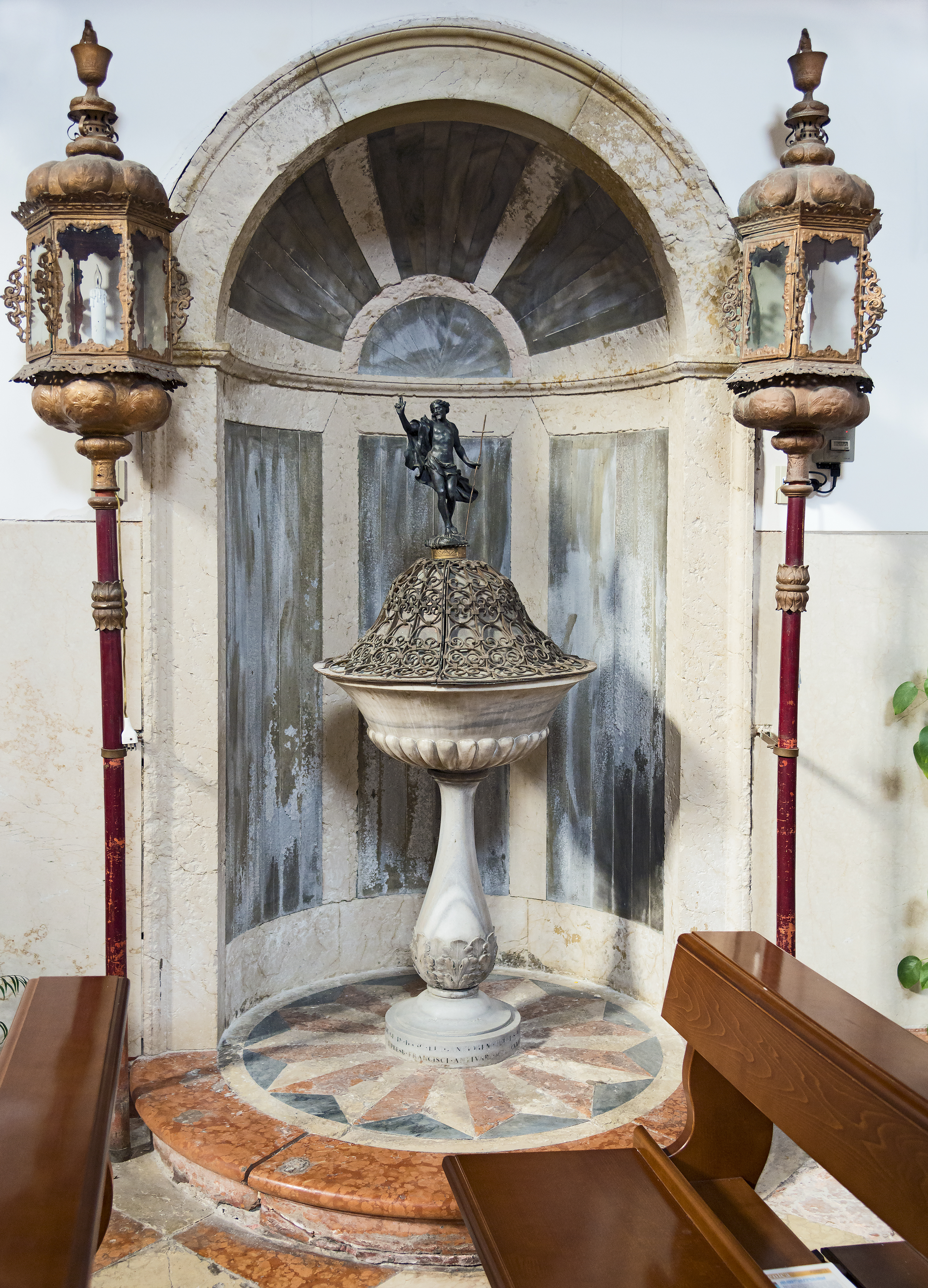
Les fonts baptismaux
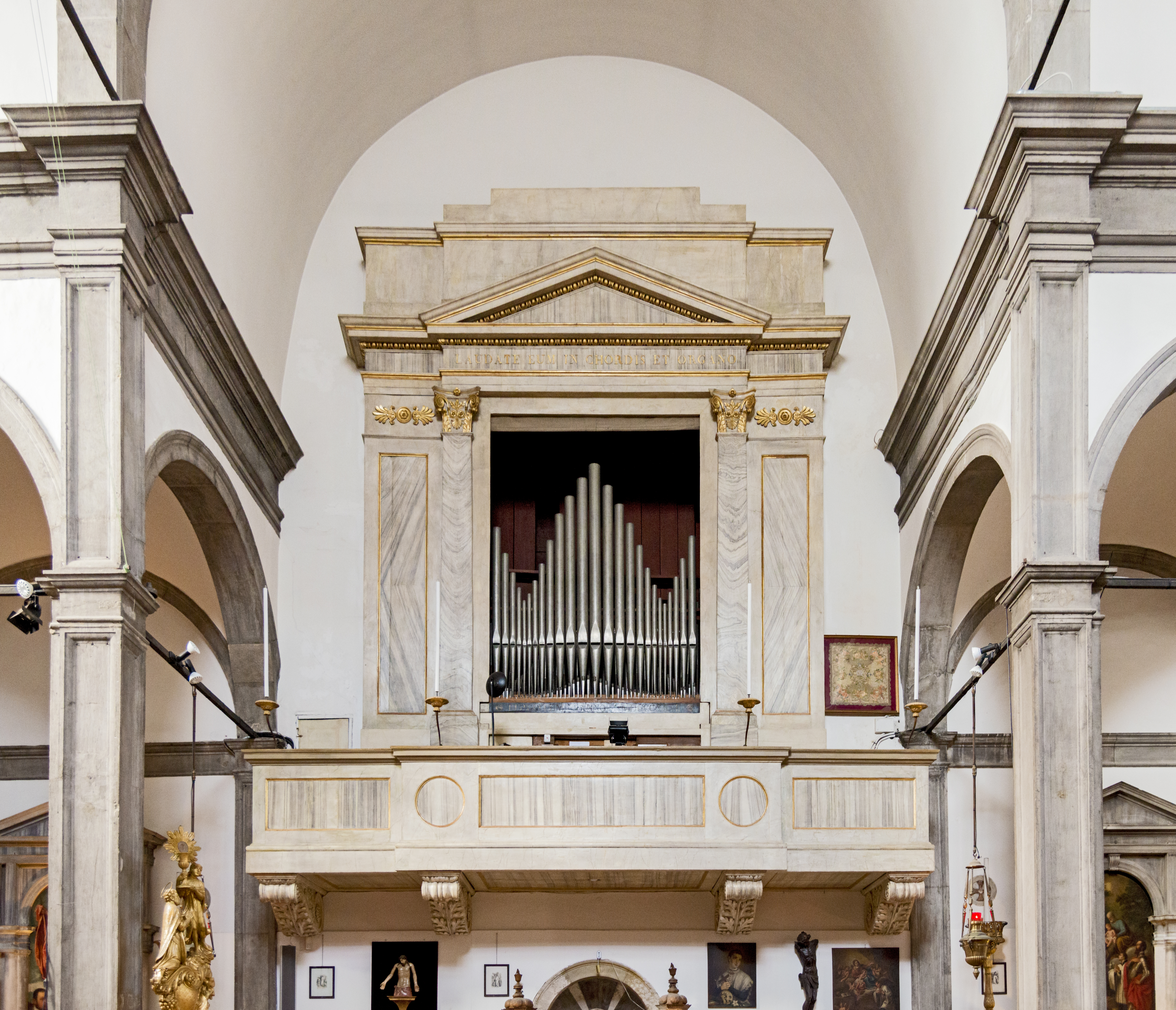
Orgue - 1822 par Antonio et Agostino Callido